# Timati
Timour Ildarovitch Iounoussov (russe : Тиму́р Ильда́рович Юну́сов ; né le 15 août 1983 à Moscou en URSS), mieux connu sous le nom de Timati (russe : Тимати), est un acteur et rappeur russe. En 2011, il enregistre le single Welcome to St. Tropez avec DJ Antoine et Kalenna Harper (une chanteuse du groupe Dirty Money).

## Biographie

### Jeunesse et études
Son père est d'origine tatare et sa mère est quant à elle d'origine russo-juive. Il a également un jeune frère, Artyom. Il vit pendant cinq ans à Los Angeles, aux États-Unis, et vit actuellement à Moscou. À la demande pressante de son grand-père Yakov Chervomorsk, compositeur et chef d'orchestre, Timur obtient son diplôme de violon au terme d'un programme de quatre ans. Plus jeune, il étudie à l'École des hautes études en sciences économiques, mais abandonne dans sa troisième année. Plus tard, il devient associé à l'équipe YPS. Le premier single sort avec Konaldo.

### Carrière

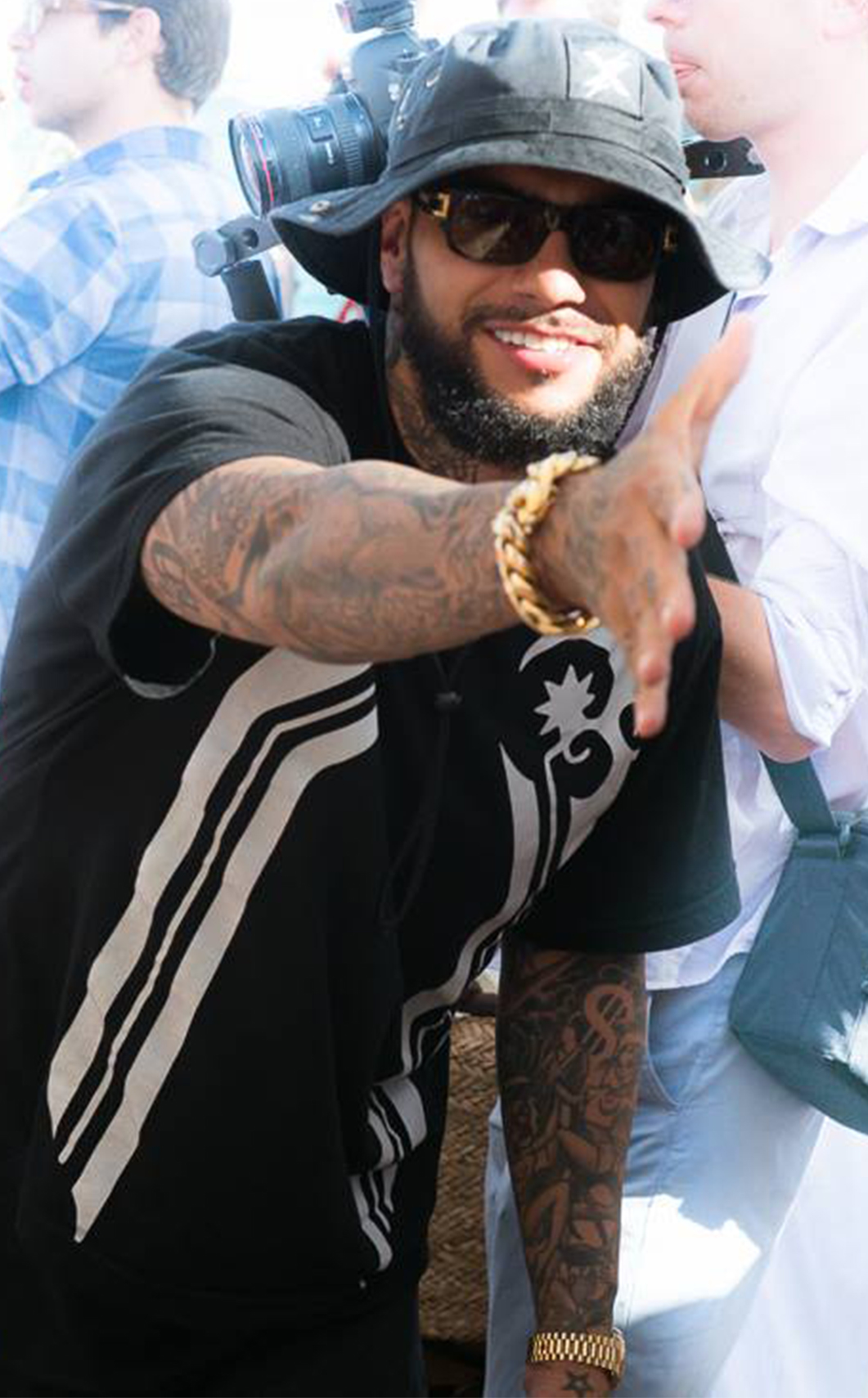
Timati à St Tropez en 2014.

Timati se fait connaitre de la communauté russe avec l'émission de téléréalité Star Factory 4, mais avant qu'il ait collaboré avec Detsl. Membre du groupe Banda (russe : Банда ; littéralement « gang »), avec Aleksandr Breslavskiy, Anastacia Kochetkova et Ratmir Chichkov, et cofondateur de VIP 77. Il est ex-propriétaire de la discothèque B-Club, le bar Black October et les magasins Ё-Life. Il est également le PDG de son propre label appelé Black Star Inc. En 2006, il était dans le film Heat produit par Fyodor Bondarchuk . En 2008, Timati chante avec Fat Joe dans une chanson,  produite par Scott Storch, appelée Put U Take It, pour laquelle Nox et Raul, participent aussi. Aussi en 2008, Timati participe au single de Mario Winans, Forever. Et en 2009, il participe au single de Snoop Dogg, Groove On. Il travaille avec Flo Rida sur le titre I Cry.
En 2011, il collabore au single Welcome to St. Tropez avec DJ Antoine et Kalenna Harper du groupe Dirty Money, peu de temps après avoir remporté le prix du meilleur clip de Moscou en Russie grâce à la chanson I'm on You feat. P. Diddy. Le clip est réalisé par l'ami et partenaire de Timati, Pavel Hoodyakov, sur la côte est des États-Unis. Il apparaît aussi dans le 126e épisode de la série télévisée Papiny Dochki où il joue son propre rôle.
En 2016, Timati donne son plus grand spectacle en solo au stade olympique de Moscou. Le concert est suivi par 15 000 personnes et comprend une installation en 3D, une voiture sur scène et d'autres éléments spectaculaires.
Dans la nuit du 21 juin 2018, Timati et Egor Kreed organisent un événement de masse non autorisé à Moscou, sur Bolshaya Dmitrovka, en se produisant de manière impromptue sur le toit d'une voiture, ce qui provoque un important embouteillage dans la rue. Cette action était consacrée à l'ouverture du salon de beauté de Timati. Le lendemain, l'avocat Alexander Khaminsky dépose une demande d'ouverture d'une procédure concernant cet incident auprès du département du ministère de l'Intérieur de Tver et de l'Inspection nationale de la sécurité routière de Moscou,,. Le tribunal se prononce le 1er août 2018.
En 2021, le clip du morceau Scandal de Timati, avec Hanza et Oweek, est nommé aux Berlin Music Video Awards dans la catégorie des meilleurs effets visuels. La société d'effets visuels à l'origine du clip est HoodyFX. 

### Scandale AliExpress
Sur sa boutique de produits dérivés, Black Star Wear, Timati collabore avec l'armée russe en proposant des vêtements de style militaire, mais les utilisateurs ont constaté que des vêtements presque identiques vendus sur la place de marché en ligne chinoise AliExpress étaient rebaptisés et vendus à des prix abusifs sur Black Star Wear. De même, les écouteurs sans fil vendus sur Black Star Wear et présentés comme « uniques » ont également été retracés jusqu'à leurs équivalents presque identiques sur AliExpress. Timati a ensuite conclu un accord de marque avec AliExpress, réalisant une courte vidéo de rap faisant la promotion d'AliExpress, louant la rapidité de livraison et les bonnes affaires du site web,,,.

## Discographie

### Albums studio
- 2006 : Black Star
- 2009 : The Boss
- 2009 : Get Your Groove On (feat. Snoop Dogg)
- 2010 : Сколько стоит любовь (Tournage à Paris)
- 2012 : The Boss (édition américaine) (en production)

### Albums collaboratifs
- 2004 : New People (avec Banda)
- 2006 : The Album (avec VIP 77)

### Chansons en anglais
- Put U Take It (feat. Fat Joe, Nox & Raul) (Scott Storch prod.)
- Got Damn (feat. Laurent Wolf)
- Foreign Exchange (feat. SAS & Cam'ron & Fler)
- Limb by Limb (feat. Xzibit)
- Sexy Bitch (feat. Kalenna Harper de Diddy-Dirty Money)
- Forever (feat. Mario Winans) (Scott Storch prod.)
- Get Money (feat. Nox) (Scott Storch prod.)
- Groove On (feat. Snoop Dogg)
- Groove On (remix) (feat. Snoop Dogg & Big Ali)
- Love You (feat. Busta Rhymes & Mariya)
- Party Animal (feat. DJ M.E.G.)
- I'm on You (feat. Diddy-Dirty Money)
- Welcome to St. Tropez (feat. DJ Antoine & Kalenna)
- Money in the Bank (feat. Eve)
- Amanama (Money) (feat. DJ Antoine)
- Happy Birthday (feat. DJ Antoine & Mad Mark & Scotty G)
- Hollywood (feat. Evii)
- Top of the World
- Moscow Never Sleep (feat. DJ Smash)
- Moscow to California (feat. DJ M.E.G. & Sergueï Lazarev)
- Fantasy (feat. Aida) (Timbaland prod.)
- Sex in the Bathroom (feat. Craig David) (bientôt)

## Clips

### En russe
- 2004 : Heavens cry (Плачут небеса) (avec Ratmir & Dominick Jocker)
- 2004 : New people (Новые люди) (avec Banda)
- 2005 : Men's season (Мужской сезон) (avec Banda)
- 2006 : When you're nearby (Когда ты рядом) (avec Alexa)
- 2006 : In the club (В клубе) (avec DJ Dlee)
- 2006 : The Heat (Жара) (avec Nasty)
- 2007 : Wait (Дождись) (avec Uma2rman)
- 2007 : My way (Мой путь) (avec Ratmir)
- 2007 : Dance (Потанцуй) (avec Ksenia Sobchak)
- 2007 : Carmen (Кармен) (avec Lola)
- 2008 : Lazerboy (avec Sergueï Lazarev)
- 2008 : Do not go mad (Не сходи с ума)
- 2008 : Dirty Bitches (Грязные Шлюшки) (avec Titomir, Tuman, Geegun)
- 2008 : My Moscow (Моя Москва)  (avec DJ Smash)
- 2008 : Forever (Russian version)  (avec Mario Winans)
- 2009 : Welcome to St. Tropez (avec Bluemarine)
- 2009 : Classmate (Одноклассница) (avec Geegun)
- 2010 : Time (Время) (avec B.K.)
- 2010 : SSL (Сколько Стоит Любовь)
- 2010 : I will wait (Я буду ждать)
- 2011 : Tricks (Фокусы)  (avec DJ Smash)
- 2011 : Top Of The World (На краю земли)
- 2013 : London feat Grigory Leps (Лондон feat. Григорий Лепс)

### En anglais
- 2008 : Forever (English version)  (avec Mario Winans)
- 2009 : Groove On (avec Snoop Dogg)
- 2009 : Groove On (Remix)  (avec Snoop Dogg & Big Ali)
- 2009 : Love You (avec Busta Rhymes & Mariya)
- 2010 : Party Animal  (avec DJ M.E.G.)
- 2010 : I'm on You  (avec Dirty Money)
- 2011 : Money in the Bank  (avec Eve)
- 2012 : Moscow to California  (feat. DJ M.E.G. & Sergueï Lazarev)

## Ouvrages
- 2008 :  The Moor[13] – livre de production
- 2009 : Audio of Audi. History of the Brand[14],[15] – livres audio exécutifs
- 2010 : Tatar Folk Tales – livres audio exécutifs
- 2012 : A boy of Twelve. Tatar Folk Tale – livres audio exécutifs
- 2012 : A White Serpent. Tatar Folk Tales − livres audio exécutifs
- 2012 : Kamyr-Batyr. Tatar Folk Tales − livres audio exécutifs